# Lever (Vila Nova de Gaia)
Lever ist ein Ort und eine ehemalige Gemeinde (Freguesia) im Nordwesten Portugals.

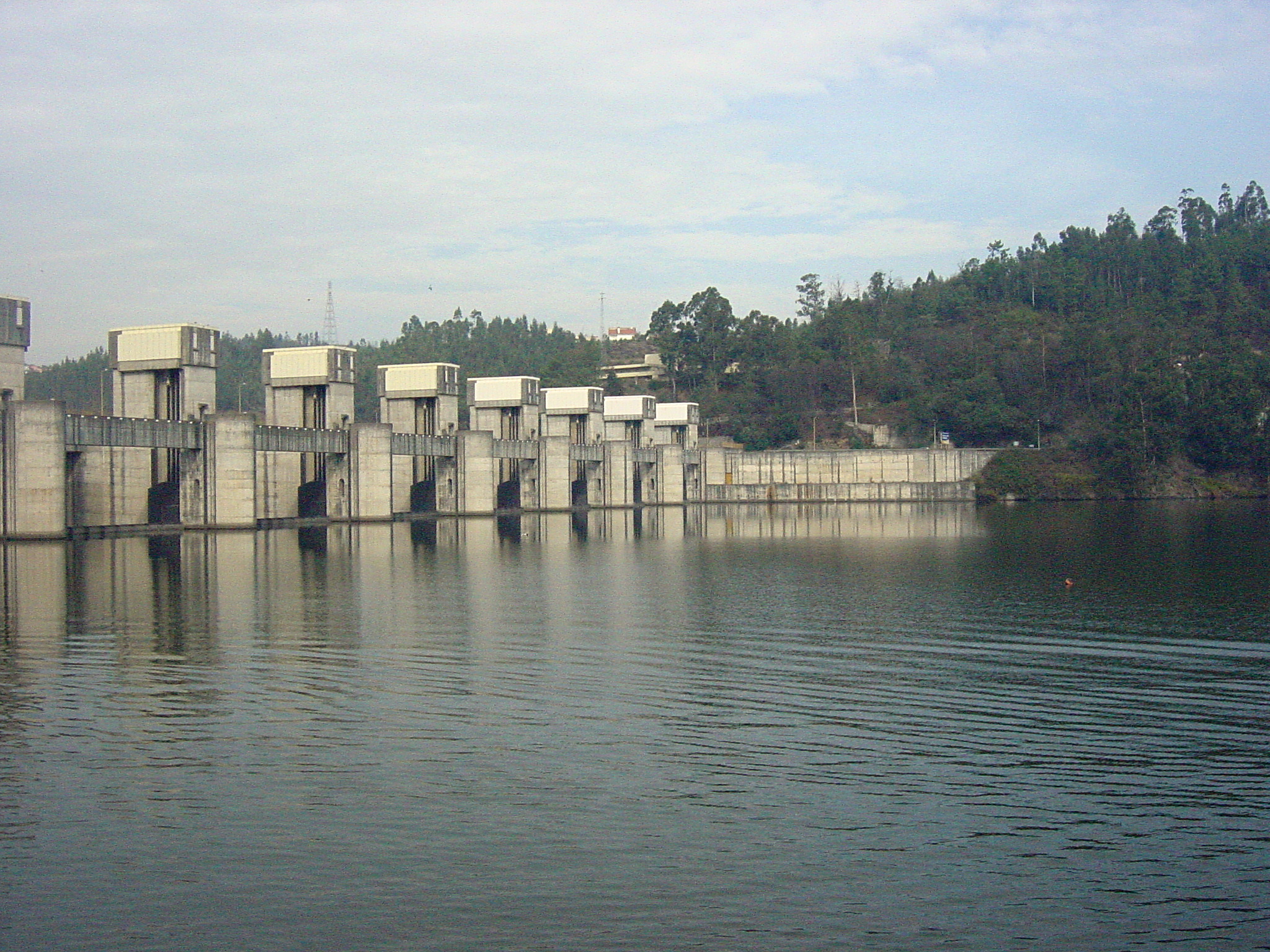
Staudamm Crestuma-Lever des Flusses Douro

Lever gehört zum Kreis Vila Nova de Gaia im Distrikt Porto. Die Gemeinde hatte eine Fläche von 7,8 km² und 2794 Einwohner (Stand 30. Juni 2011).
Der Ort wurde am 12. Juli 2001 zur Vila (dt.: Kleinstadt) erhoben.
Am 29. September 2013 wurden die Gemeinden Lever, Crestuma, Sandim und Olival zur neuen Gemeinde União das Freguesias de Sandim, Olival, Lever e Crestuma zusammengeschlossen.